# Inserm
Inserm (фр. Institut national de la santé et de la recherche médicale)  — французький національний інститут охорони здоров’я та медичних досліджень, створений в 1964 році як наступник Французького національного інституту охорони здоров'я.

## Опис
Inserm — це єдина державна науково-дослідна установа, орієнтована виключно на здоров’я людини та медичні дослідження у Франції. Це державна установа з науково-технічним спрямуванням під подвійною егідою Міністерства охорони здоров’я та Міністерства вищої освіти і досліджень. Подібно до Національного інституту охорони здоров’я США, Inserm проводить фундаментальні та трансляційні дослідницькі проекти за допомогою 339 наукових підрозділів , яким керують близько 13 000 науковців, у тому числі 5100 постійних наукових співробітників та 5100 співробітників, афілійованих до університетських лікарень та медичних факультетів.
Лабораторії та дослідні підрозділи Inserm розташовані по всій Франції, переважно у найбільших містах. Вісімдесят відсотків дослідницьких підрозділів Inserm розміщено в дослідницьких лікарнях французьких університетів. У квітні 2020 року дослідники Inserm, д-р Каміль Лохт і д-р Жан-Поль Міра, запропонували в прямому ефірі випробовувати експериментальні препарати COVID-19 в Африці, незважаючи на те, що в Африці було найменше випадків вірусу у світі. Після того, як коментарі були широко засуджені як расистські, Inserm та обидва дослідники оприлюднили вибачення. Генеральний директор Inserm обирається указом за пропозицією міністрів охорони здоров'я та досліджень за рекомендацією комісії з розгляду. Генеральним директором з січня 2019 року є Жиль Блох, лікар та дослідник, який спеціалізується на медичній візуалізації.

## Нобелівські лауреати
Двоє вчених з Inserm були нагороджені Нобелівською премією з фізіології та медицини. У 1980 році французький імунолог Жан Дассет отримав Нобелівську премію (разом з Баружем Бенасеррафом і Джорджем Девісом Снеллом) за роботу над відкриттям у царині генів. У 2008 році французький вірусолог Франсуаза Барре-Сінуссі була нагороджена разом із колишнім наставником Люком Монтаньє за ідентифікацію вірусу імунодефіциту людини.

## Рейтинги
Згідно з рейтингом Scimago Institutions Ranking за 2019 рік, Inserm посідає 2-е місце у рейтингу найкращих дослідницьких установ у секторі охорони здоров’я.